# Brahmaea magnificentia
Brahmaea magnificentia is een vlinder uit de familie van de herfstspinners (Brahmaeidae). De wetenschappelijke naam van de soort is voor het eerst geldig gepubliceerd in 1949 door Felix Bryk.